# Паскаль Ферран
Паска́ль Ферра́н (фр. Pascale Ferran; нар. 17 квітня 1960, Париж, Франція) — французька кінорежисерка, сценаристка.

## Біографія
Паскаль Ферран народилася в Парижі 17 квітня 1960 році. У 1983 році закінчила IDHEC. У 1983—1900 роках працювала на телебаченні. У 1994 році поставила за власним сценарієм перший повнометражний ігровий фільм «Дрібні угоди з мерцями», який отримав схвальні відгуки критиків та був відзначений премією «Золота камера» на Каннському кінофестивалі 1994 році.
У 2007 році стрічка Паскаль Ферран «Леді Чаттерлей», поставлена за романом Девіда Герберта Лоуренса «Коханець леді Чаттерлей» отримала п'ять нагород премії «Сезар», в тому числі як Найкращий фільм, за найкращу операторську роботу та найкращий адаптований сценарій.

## Вибрана фільмографія
Режисер
- 1990: Поцілунок / Le baiser — короткометражний
- 1994: Дрібні угоди з мерцями / Petits arrangements avec les morts
- 1995: Вік можливостей / L'âge des possibles
- 2006: Леді Чаттерлей / Lady Chatterley
- 2014: Люди та птахи / Bird People

## Нагороди і номінації
| Рік                             | Категорія                                                               | Номінант               | Результат |
| ------------------------------- | ----------------------------------------------------------------------- | ---------------------- | --------- |
| Каннський кінофестиваль         |                                                                         |                        |           |
| 1990                            | Золота пальмова гілка за короткометражний фільм                         | Поцілунок              | Номінація |
| 1994                            | Приз «Золота камера»                                                    | Дрібні угоди з мерцями | Перемога  |
| Венеційський кінофестиваль      |                                                                         |                        |           |
| 1996                            | Приз ФІПРЕССІ                                                           | Вік можливостей        | Перемога  |
| Сезар                           |                                                                         |                        |           |
| 1995                            | Найкращий дебютний фільм                                                | Дрібні угоди з мерцями | Номінація |
| 2007                            | Найкращий фільм                                                         | Леді Чаттерлей         | Перемога  |
| 2007                            | Найкращий адаптований сценарій (разом з Роже Бобо та П'єром Трівідіком) | Леді Чаттерлей         | Перемога  |
| 2007                            | Найкраща режисерська робота                                             | Леді Чаттерлей         | Номінація |
| Премія «Люм'єр»                 |                                                                         |                        |           |
| 2007                            | Найкращий режисер                                                       | Леді Чаттерлей         | Перемога  |
| Золота зірка кіно (Étoile d'Or) |                                                                         |                        |           |
| 2007                            | Найкращий фільм                                                         | Леді Чаттерлей         | Перемога  |
| Приз Луї Деллюка                |                                                                         |                        |           |
| 2006                            | Найкращий фільм                                                         | Леді Чаттерлей         | Перемога  |
| 2004                            | Найкращий фільм                                                         | Люди та птахи          | Номінація |

## Громадська позиція
У 2018 підтримала звернення Європейської кіноакадемії на захист ув'язненого у Росії українського режисера Олега Сенцова.